# YK Osiris
Osiris Williams, dit YK Osiris, né le 7 septembre 1998 à Jacksonville en Floride, est un chanteur et rappeur américain. Il est notamment connu pour les titres Valentine et Worth It, respectivement certifiés single d'or et single de platine.
« YK » signifie « Young King ».

## Biographie

### Jeunesse
Osiris Williams naît à Jacksonville, en Floride, et grandit dans cette même ville au sein d'une fratrie de 8 enfants. Vers l'âge de 13-14 ans, il est arrêté pour vol à main armée, il ressort gracié de son jugement mais encourt toutefois 15-20 ans d'enfermement en cas de récidive.

### Carrière
Le soir du 22 août 2018, YK Osiris est visé dans un drive-by shooting faisant 4 blessés après avoir assuré la première partie d'un concert de Lil Baby à Saint-Louis, au Missouri,.
Le 8 février 2019, YK Osiris sort le titre Worth It. Le titre débute à la 87e place du Billboard Hot 100 la semaine du 2 mars 2019, et atteint son meilleur classement la semaine du 17 août de la même année en atteignant la 48e place du Hot 100.
À la suite du succès de Worth It, YK Osiris est nommé dans la XXL Freshman Class 2019.
Le 11 octobre 2019, YK Osiris sort son premier album studio intitulé The Golden Child.

## Vie privée
Williams a un fils, et réside actuellement à Braselton dans l'État de Géorgie.